# Miss Israel

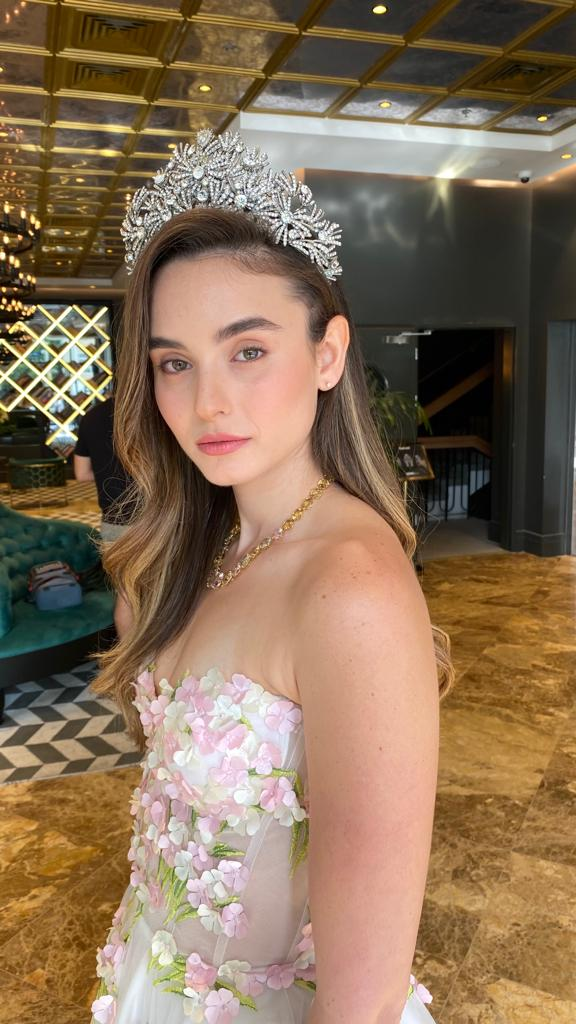
Noa Cochva, amtierende Miss Israel 2021

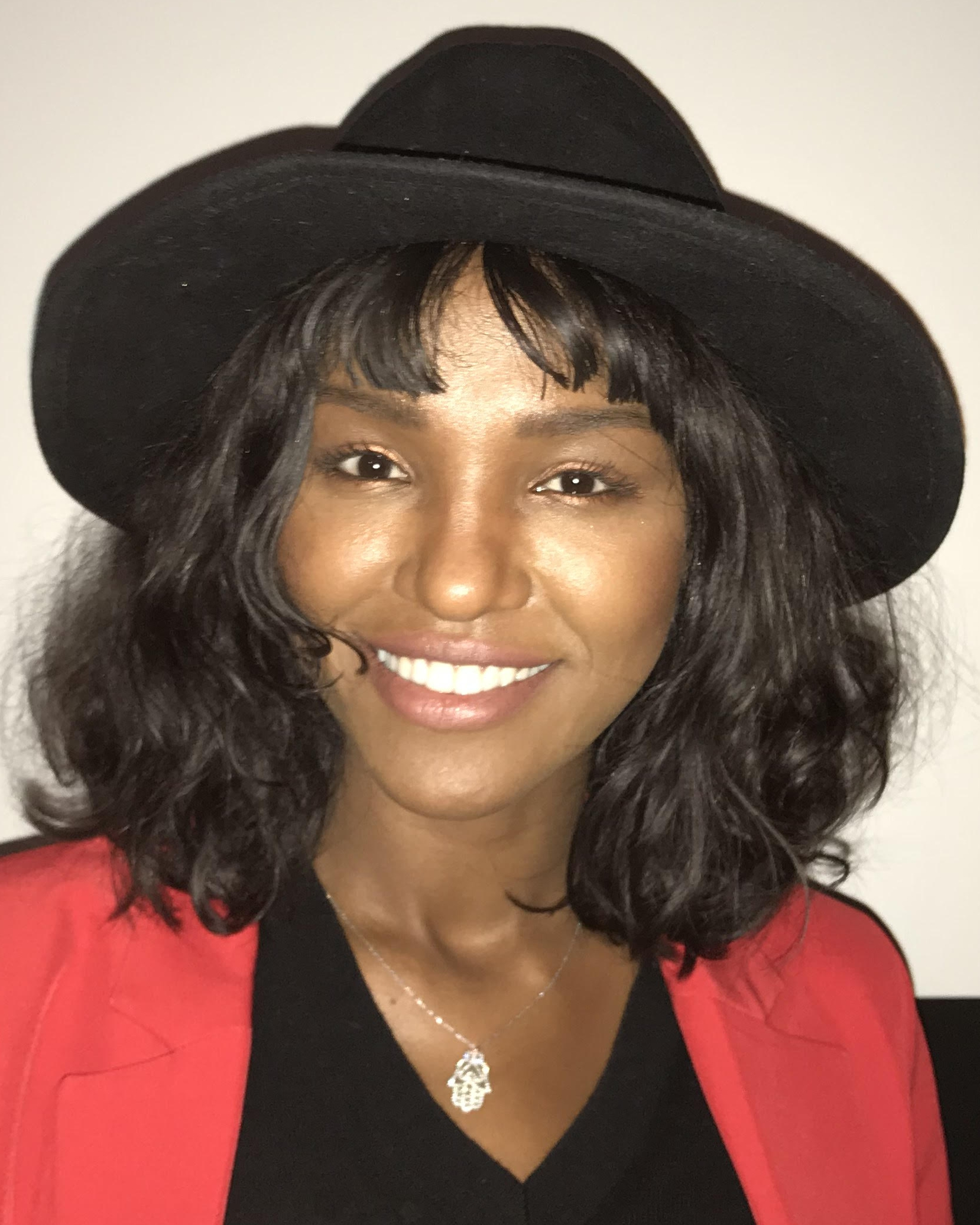
Yityish Aynaw, Miss Israel 2013

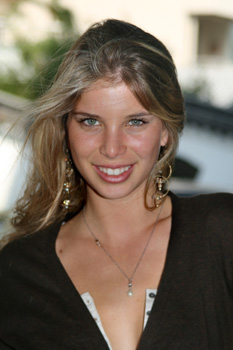
Liran Kohener, Miss Israel 2007

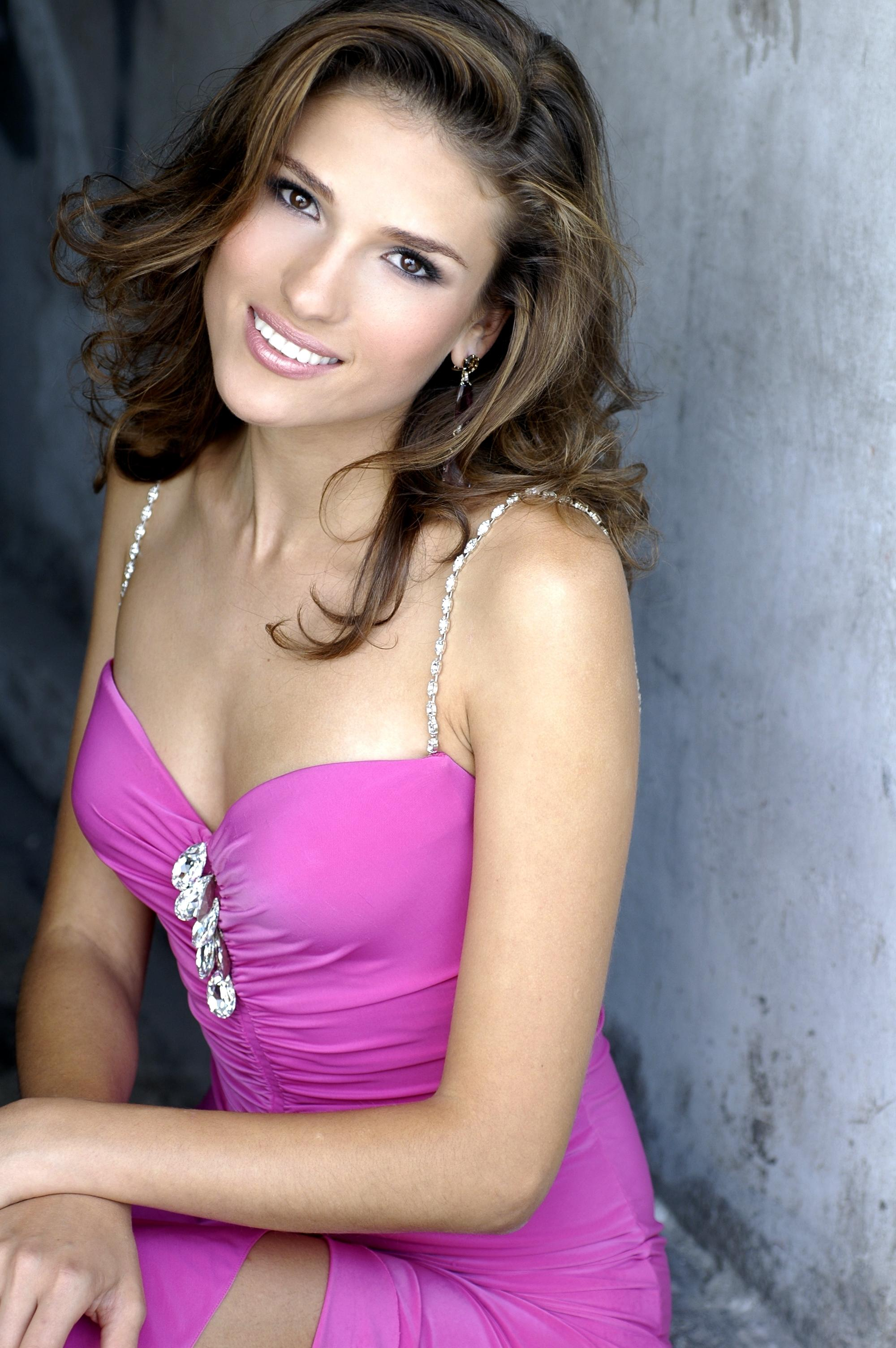
Yelena Ralph, Miss Israel 2005

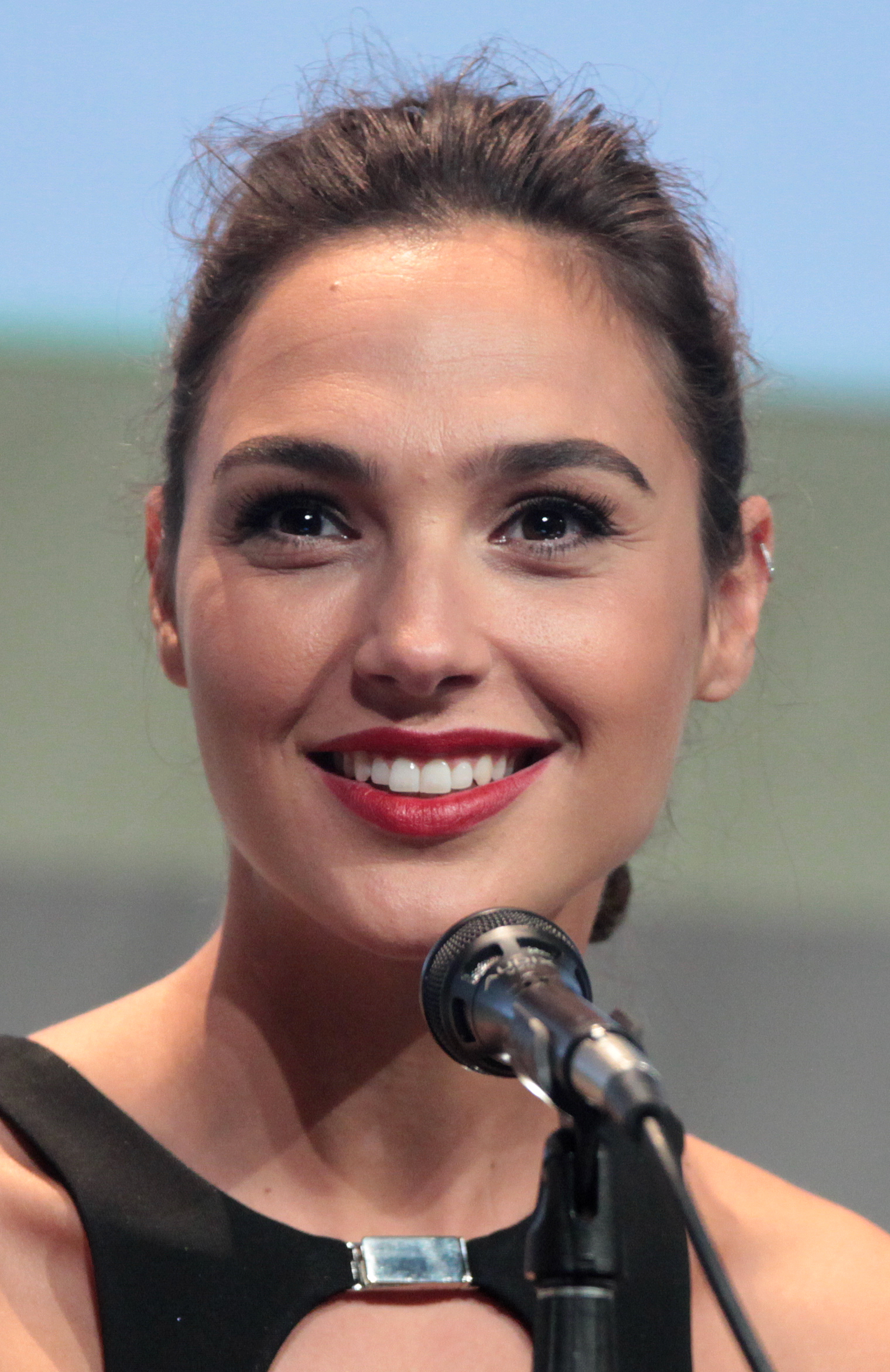
Gal Gadot, Miss Israel 2004

Nirit Bakshi, Miss Israel 2000

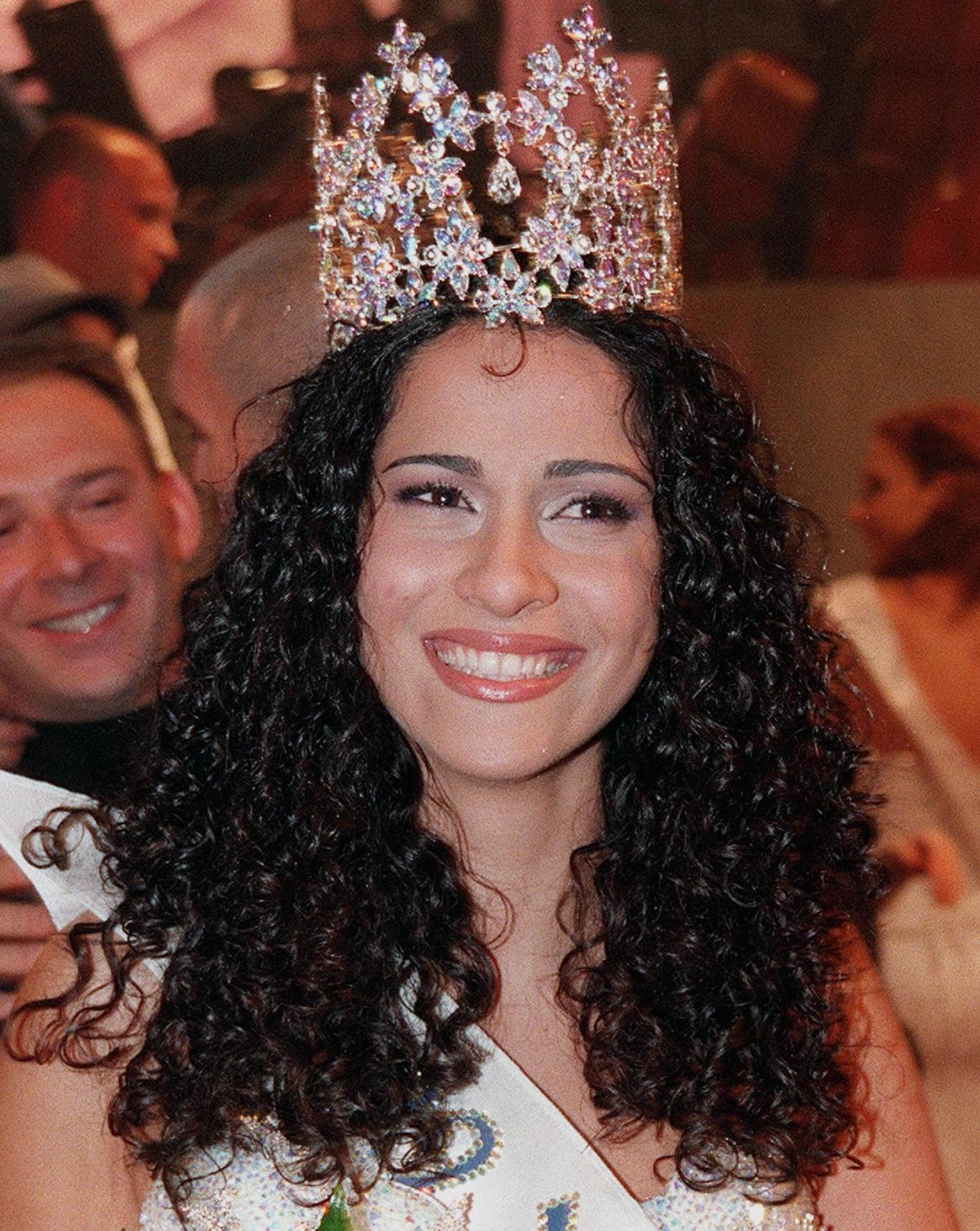
Rana Rasslan, Miss Israel 1999

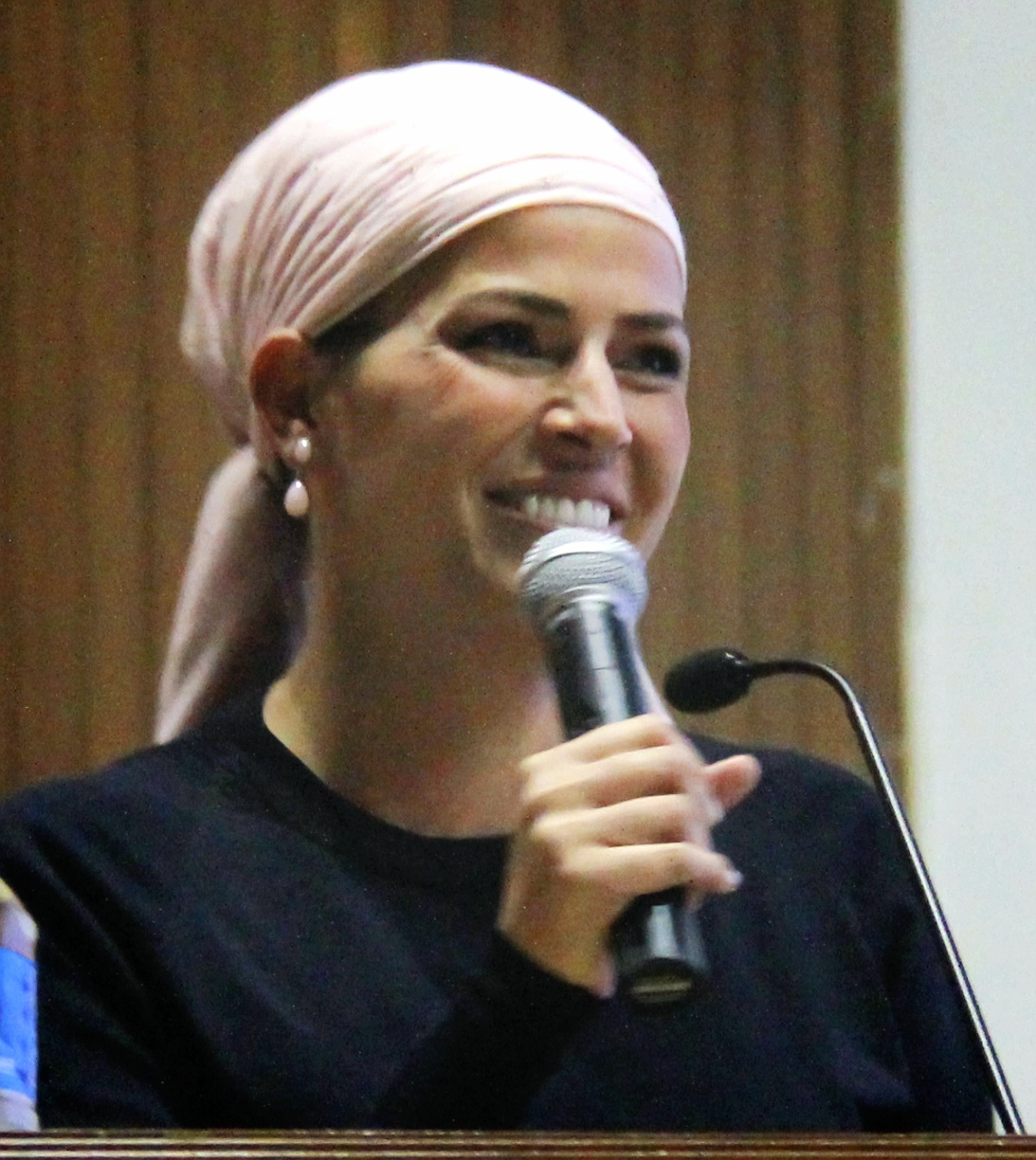
Linor Abargil, Miss Israel 1998

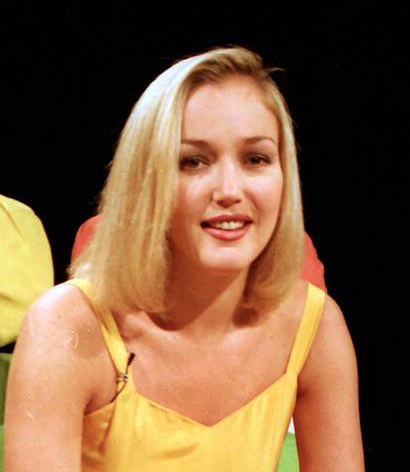
Sapir Koffmann, Miss Israel 1984

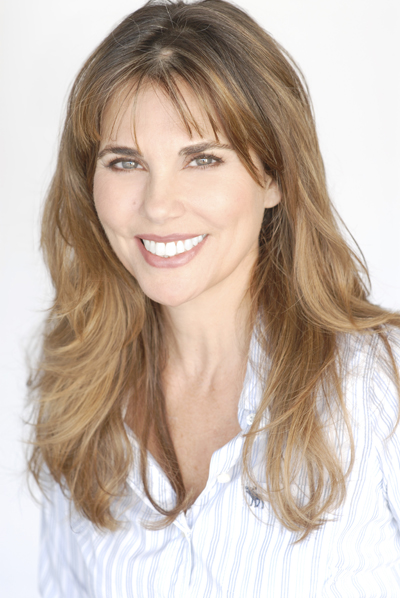
Illana Shushan, Miss Israel 1980 im November 2008

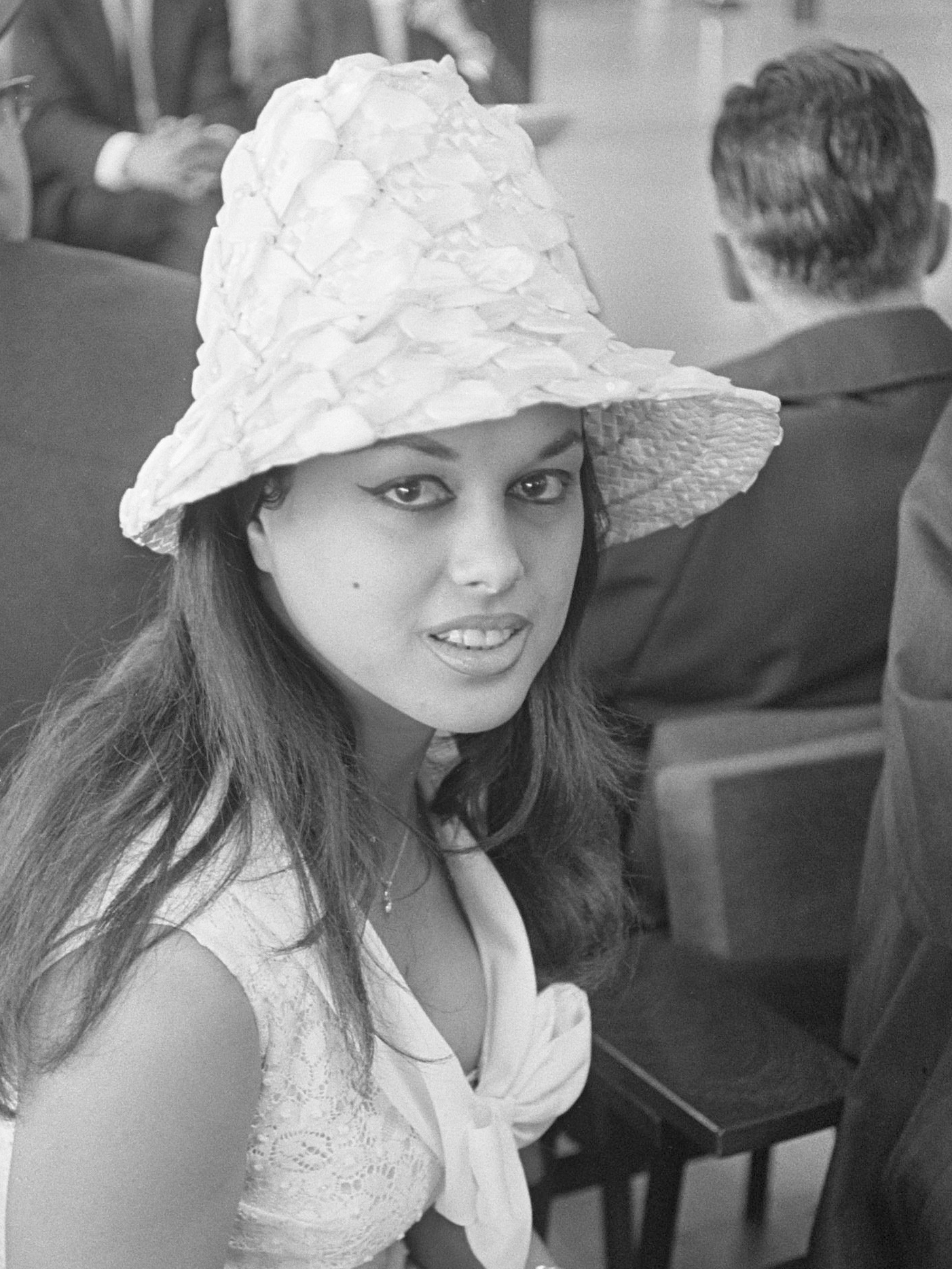
Aliza Gur, Miss Israel 1960

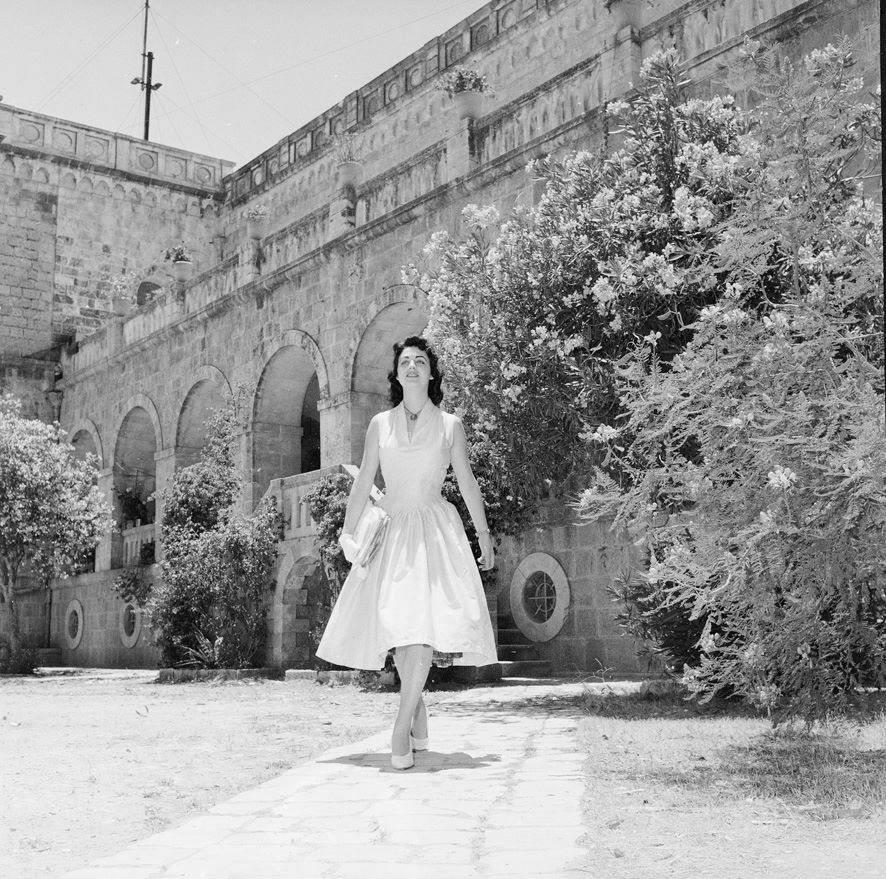
Miriam Hadar, Miss Israel 1958

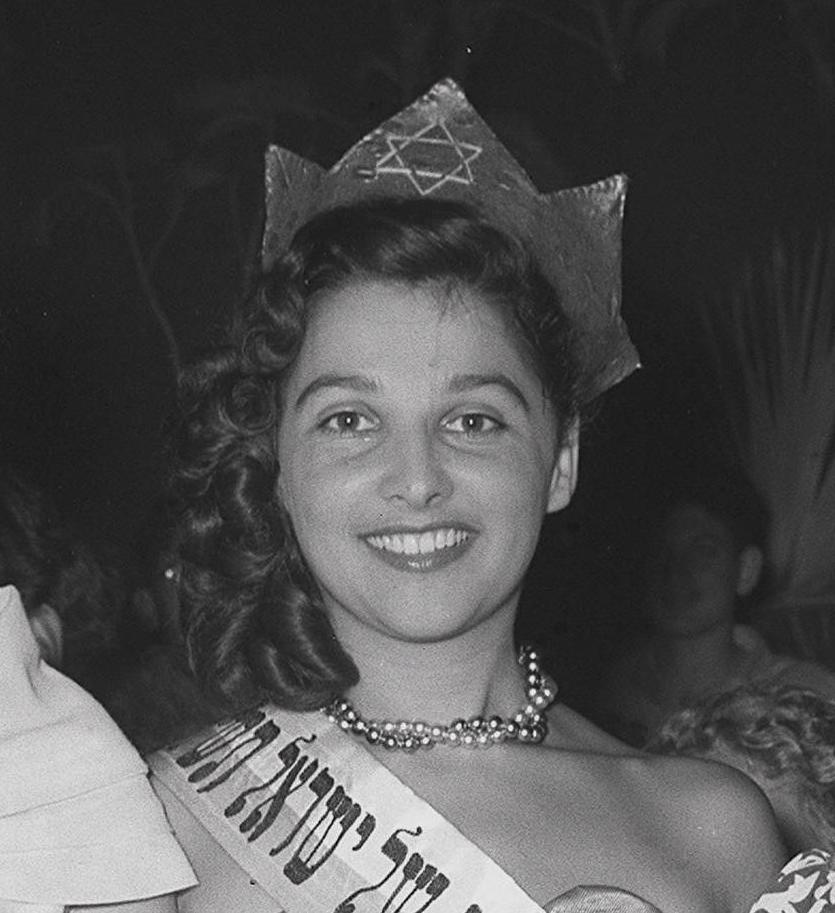
Miriam Yaron, Miss Israel 1950

Miss Israel war ein jährlicher nationaler Schönheitswettbewerb für unverheiratete Frauen in Israel seit 1950. Im Inland heißt er מלכת היופי Malkat Hayofi. Der Wettbewerb wurde zuletzt im Jahr 2021 ausgetragen, amtierende Miss ist seitdem Noa Cochva.

## Geschichte
In den Anfangsjahren konnten die Kandidatinnen mehrfach teilnehmen. Auch war verheirateten Frauen die Teilnahme erlaubt, nur durften sie im Falle eines Sieges nicht für Israel bei einem internationalen Wettbewerb antreten.
Später wurden bei dem Wettbewerb weitere Titel vergeben, denen die Teilnahme an einer internationalen Konkurrenz zugeordnet ist bzw. war:
- Schönheitskönigin (seit 1950) – Malkat Hayofi: Miss Universe
- Israels Jungfrau (der Schönheit, seit 1960) – Na’arat Israel: Miss World
- Königin der Anmut (seit 1963) – Malkat Hachen: Miss International
- Teen Queen (seit 1971) – Malkat Hayofi-Esreh: Miss Europe
- (Israels) Prinzessin der Schönheit (1979 bis 1999) – Nesichat Hayofi: Miss Asia bzw. Miss Asia Pacific.

## Absage
Im Jahr 2022 wurde der Schönheitswettbewerb aufgrund Kontroversen über seine Relevanz für moderne gesellschaftliche Standards nach mehr als 70 Jahren abgesagt. Die Times of Israel berichtete, dass die Meinungen im Land darüber geteilt seien, ob Schönheitswettbewerbe auch im Jahr 2022 noch zeitgemäß wären. In den letzten Jahren wurde der Schönheitswettbewerb mit der Begründung kritisiert, dass Frauen nur nach ihrem Aussehen beurteilt würden. Sella Sharlin, Miss Israel 2019 empfahl in einem Radiointerview, es sollten für künftige Veranstaltungen Änderungen vorgenommen werden, wie zum Beispiel die Streichung der Präsentation in Bademode am Wettbewerb, sondern eine stärkere Betonung darauf, „vor einem Publikum zu stehen, zu sprechen, Dinge zu leiten, der weiblichen Macht Raum zu geben. Eine Kandidatin sollte nicht nur wegen ihrer Schönheit oder dem Aussehen zur Miss Israel gewählt werden.“

## Die Siegerinnen

### Malkat HayofiundNa’arat Israel
| Jahr | Malkat Hayofi                         | Na’arat Israel              |
| ---- | ------------------------------------- | --------------------------- |
| 1950 | Miriam Yaron [Jaross]                 | —                           |
| 1951 | Michal Har’el [Harrison]              | —                           |
| 1952 | Ora Vered [Gamily]                    | —                           |
| 1953 | Chavatzelet Dror [Drilman]            | —                           |
| 1954 | Aviva Pe’er [Perlmann]                | —                           |
| 1955 | Ilana Carmel [Lily Perzhensky]        | —                           |
| 1956 | Sara Tal [Binshtok]                   | —                           |
| 1957 | Atara [Korina] Barzilay               | —                           |
| 1958 | Miriam Hadar                          | —                           |
| 1959 | Rina Yitzchakov [Izakov]              | —                           |
| 1960 | Aliza Gur                             | Shulamit Shavit             |
| 1961 | Dalia Lion                            | Rina Kishon                 |
| 1962 | Jehudit Mazor [Mizrachi]              | Nurit Ne’eman [Newman]      |
| 1963 | Ester Kfir                            | Sherin Ibrahim              |
| 1964 | Ronit Rinat [Rechtman]                | Ofira Margalit              |
| 1965 | Aliza Sadeh [Panfil]                  | Iris Bar-Or                 |
| 1966 | Aviva Israeli [Vivian Del Bianco]     | Yaffa Sharir                |
| 1967 | Batia Kabiri                          | Dalia Regev                 |
| 1968 | Miri Zamir                            | Miriam Peri [Friedman]      |
| 1969 | Chava Levy                            | Tehila Selah                |
| 1970 | Moshit Tsiporin                       | Irit Lavi                   |
| 1971 | Eti [Ester] Orgad                     | Miri Ben-David              |
| 1972 | Ilana Goren                           | Hanna Urdan                 |
| 1973 | Limor Sharir [Schraibman]             | Chaja Katzir [Katzoves]     |
| 1974 | Edna Levy                             | Lea Keinan [Klain]          |
| 1975 | Orit Cooper                           | Atida Mor [Morgenstern]     |
| 1976 | Rina Mor-Goder [Messinger]            | Levana Abarbanel            |
| 1977 | Zehava Vardi                          | Ya’el Hovav                 |
| 1978 | Dorit Jellinek                        | Sari Alon                   |
| 1979 | Vered Polgar                          | Dana Peler                  |
| 1980 | Ilana Shushan                         | Anat Zamir [Zimmermann]     |
| 1981 | Dana [Daniela] Wexler                 | Ninnette Assur              |
| 1982 | Debby [Deborah] Hess                  | Anat Kerem                  |
| 1983 | Shim’ona Hollander                    | Yif’at Schechter            |
| 1984 | Sapir Koffmann                        | Iris Look                   |
| 1985 | Hilla Kelmann                         | Maja Wechtenhaim            |
| 1986 | Nilly Drucker                         | Osnat Mo’as                 |
| 1987 | Yamit Noy                             | Ya’el Gertler               |
| 1988 | Shirley Ben-Mordechay                 | Dganit Cohen                |
| 1989 | Nicole Halperin                       | Ronit Siton                 |
| 1990 | Ivona Krogliac                        | Ari’ela Tessler             |
| 1991 | Miri Goldfarb                         | Li’at Ditkovsky             |
| 1992 | Ravit Asaf                            | Einat Zmora                 |
| 1993 | Jana Khodirker [Yana Chudriker-Knafo] | Tamara Porat                |
| 1994 | Ravit Yarkoni                         | Shirley Schwartzberg        |
| 1995 | Jana Kalmann                          | Miri Bohadana               |
| 1996 | Taly [Talia] Lewenthal                | Liraz Mesilaty              |
| 1997 | Mirit Greenberg                       | Dikla Hamdi                 |
| 1998 | Linor Abargil                         | Hagit Raz                   |
| 1999 | Rana Raslan                           | Jenny Chervony              |
| 2000 | Nirit Bakshi                          | Dana Dantes                 |
| 2001 | Ilanit Levy                           | Keren Schlimovitz           |
| 2002 | Yamit Har-Noy                         | Karol Lowenstein            |
| 2003 | Sivan Klein                           | Miri Levy                   |
| 2004 | Gal Gadot                             | Rita Lukin                  |
| 2005 | Yelena Ralph                          | Keren Shacham               |
| 2006 | Ya'el Nizri                           | Anastasya Yentin            |
| 2007 | Liran Kohener                         | Sharon Kenent               |
| 2008 | Tamar Ziskind                         | Shunit Faragi               |
| 2009 | Adi Rodnitzki                         | Yulia Dyment [Liubianitzki] |
| 2010 | Shavit Wiesel                         | Bat-El Jobi                 |
| 2011 | Ella Ran                              | Kim Edri                    |
| 2012 | Shani Hazan                           | Lina Makhuli                |
| 2013 | Yityish Aynaw                         | Bar Hefer                   |
| 2014 | Mor Maman                             | Doron Matalon               |
| 2015 | Maayan Keren                          | Avigail Alfatov             |
| 2016 | Karin Alia                            | Yam Kaspers Anshel          |
| 2017 | Rotem Rabi                            | Adar Gandelsman             |
| 2018 | Nikol Reznikov                        | Michal Mordov               |
| 2019 | Sella Sharlin                         | Uliana Fridrih              |
| 2020 | Tehila Levi                           | Tali Krasnopolski           |
| 2021 | Noa Cochva                            | Yarin Buzaglo               |

### Malkat Hachen, Malkat Hayofi-EsrehundNesichat Hayofi
| Jahr | Malkat Hachen          | Malkat Hayofi-Esreh               | Nesichat Hayofi     |
| ---- | ---------------------- | --------------------------------- | ------------------- |
| 1963 | Sara Talmi             | —                                 | —                   |
| 1964 | Jehudit Peri           | —                                 | —                   |
| 1965 | Shlomit Gat            | —                                 | —                   |
| 1966 | Segula Gohr            | —                                 | —                   |
| 1967 | Daniela Hod            | —                                 | —                   |
| 1968 | Sara Dvir              | —                                 | —                   |
| 1969 | Orit Peleg             | —                                 | —                   |
| 1970 | Miri Katz              | —                                 | —                   |
| 1971 | Pnina Alon             | Orly Goren                        | —                   |
| 1972 | Ronit Gafni            | Shoshi Mazor [Shoshana Martziano] | —                   |
| 1973 | Aviva Magor            | Elina Paz                         | —                   |
| 1974 | Nurit Bar              | —                                 | —                   |
| 1975 | Pazit Li’ad            | Pazit Eran                        | —                   |
| 1976 | Yif’at Netzer          | Nurit Amir                        | —                   |
| 1977 | Ronit Makover          | Sara Hen [Hazgov]                 | —                   |
| 1978 | Lea Avgi [Ivgi]        | —                                 | —                   |
| 1979 | Helly Ben-David        | Ronit Ben-Bassat                  | Racheli Aizenshtadt |
| 1980 | Irit Altmann           | Lea Barkai                        | Nira Ferder         |
| 1981 | Li’ora Akoka           | Sarit Agiv                        | —                   |
| 1982 | Nava Hen [Hazgov]      | Rinat Eldar                       | Ya’el Milo          |
| 1983 | Sigal Fogel            | Dorit Farkash                     | Anat Tzachor        |
| 1984 | Pazit Cohen            | Li’at Cohen                       | Rinat Hadashi       |
| 1985 | Avivit Nachmany        | Nurit Mizrachi                    | —                   |
| 1986 | Chava [Eva] Distenfeld | —                                 | Eti [Ester] Sarid   |
| 1987 | Ofir Alony             | Dafna Ben-Yitzchak                | Nirit Elyovich      |
| 1988 | Galit Aharoni          | —                                 | Revital Mor         |
| 1989 | Limor Fishel           | —                                 | Galit Farber        |
| 1990 | Ravit Lichtenberg      | Miriam Aharonson                  | Dafna Shahar        |
| 1991 | Julia Stern            | Orly Al’aluf                      | Efrat Bruner        |
| 1992 | Sarit Afangar          | Ravit Kanfi                       | —                   |
| 1993 | Anat Elimelech         | Dana Avrish                       | Keren Levy          |
| 1994 | Nitzan Kirshenboim     | Lilach Ben-Simon                  | Natalie Cohen       |
| 1995 | Michal Shtibel         | Ilona Katz                        | Anat Bibi           |
| 1996 | Ann Konopny            | Kim Roslikov                      | Keren Schechter     |
| 1997 | Lital Shapira          | Alexandra Schwartztokh            | Chajki Oster        |
| 1998 | Galia Abramov          | Ya’arit Barzilay                  | Milana Reznikov     |
| 1999 | Nofit Shevach          | Galy Raz                          | Hen Talala          |
| 2000 | Dana Farkash           | Jasmine Lachovitz                 | —                   |
| 2001 | Dikla Elkabetz         | Hanni Mayers                      | —                   |
| 2002 | Shelly Dina’i          | Dina Serby                        | —                   |
| 2003 | Stavit Budin           | Shahar Nehorai                    | —                   |
| 2004 | Li'or Keren            | Helen Masala                      | —                   |
| 2005 | Moran Gerbi            | Rinat Dukarker                    | —                   |
| 2006 | Tehila Mor             | Hila Eran                         | —                   |
| 2007 | Tal Gonen              | Meital Sadon                      | —                   |
| 2008 | No'a Avrahami          | Linn Mor                          | —                   |
| 2009 | Noy Michaelov          | Gal Erez                          | —                   |
| 2010 | Adaya Zeidman          | Adi Sasi                          | —                   |
| 2011 | Bar Marom              | Kim Akafi                         | —                   |
| 2012 | May Yoshia             | Noy Abner                         | Suf Azulai          |
| 2013 | Sabina Yusupova        | Hila Balilty                      | Ofir Kafih          |
| 2014 | Tamar Skorsirb         | Sasha Alexsandra Shuturov         | Natalie Prepelitzki |
| 2015 | Victoria Khersonsky    | Itay Barash                       | —                   |
| 2016 | Naama Deutsch          | Shay Berkovich                    | —                   |
| 2017 | Noya Ariely            | Dana Solomon                      | —                   |
| 2018 | Emma Eytan             | Talleen Abuhanna                  | —                   |
| 2019 | Lior Cohen             | Inbar Moscovici                   | —                   |
| 2020 | Noa Teomi              | Chen Shaul                        | —                   |
| 2021 | —                      | —                                 | —                   |

Anmerkung zu den Namen: Viele Teilnehmerinnen änderten ihren Namen in eine stärker hebräische Form. Die Original-Namen stehen in eckigen Klammern. Bei internationalen Wettbewerben griffen die Kandidatinnen gern wieder darauf zurück.